# Sōgakudō Concert Hall

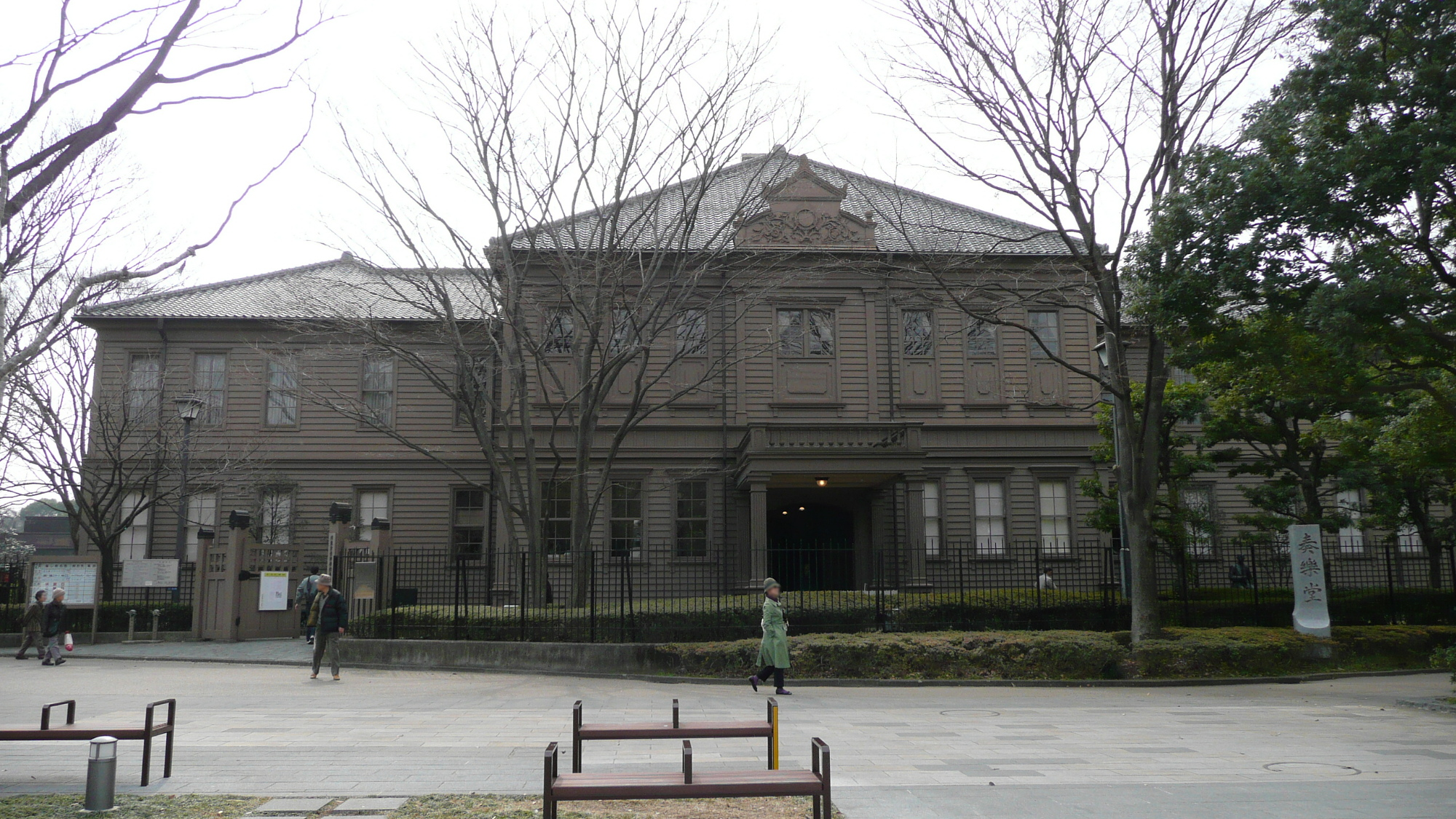
L'ancienne salle de concert Sōgakudō

Le Sōgakudō Concert Hall (奏楽堂) est une salle de concert située dans l'arrondissement de Taitō à Tokyo.

## Ancienne salle
Fondée en 1890, c'est la plus ancienne salle de concert de style occidental au Japon. Autrefois la salle appartenait à l'École de Musique de Tokyo, désormais université des arts de Tokyo. En 1972, le bâtiment est obsolète pour un usage scolaire, aussi l'arrondissement de Taitō obtient-il la propriété de la salle, à présent classée bien culturel important,,. La salle est reconstruite dans le parc d'Ueno, avec la statue de Rentarō Taki, un de ses alumni. 

## Nouvelle salle
La nouvelle salle de concert Sōgakudō ouvre sur le campus de l'université en avril 1998. La structure, conçue par l'agence Okada Architect & Associates avec un environnement acoustique réalisé par la société Nagata Acoustics, est isolée des vibrations du métro souterrain par des ressorts en caoutchouc,.